# 苏珊·史密斯
苏珊·李·沃恩·史密斯（英語：Susan Leigh Vaughan Smith，1971年9月26日—）是一名因谋杀亲生儿子而被判终身监禁的美国女性。苏珊·史密斯生于南卡罗莱纳州尤宁（Union），曾就读於南卡罗莱纳大学尤宁分校（University of South Carolina Union）。1995年7月22日，法院裁决其谋杀两子，3岁大的迈克尔·丹尼尔·史密斯（Michael Daniel Smith，生于1991年10月10日）和14月大的亚历山大·泰勒·史密斯（Alexander Tyler Smith，生于1993年8月5日）的罪行成立。由于她声称一名黑人男性盗走他的汽车并绑架了她的两个儿子，该案在案发后不久便获得了广泛关注。后来，她又声称自己精神状况不佳，丧失了判断力。
根据南卡罗来纳州惩教部门（South Carolina Department of Corrections）的资料，史密斯在服完最低刑期30年后，即2024年11月4日将可以申请假释。目前，她被关押在临近格林伍德（Greenwood）的利斯惩教系统中。

## 案情
1994年10月25日，斯密斯最初向警察报案说，她被一名黑人男性劫车，罪犯驾车逃走，车上还有她的两个儿子。她在电视上泣不成声地请求人们救援她的孩子，让他们能安全回家。之后，在Usenet上出现了一封连环信，请求互联网用户注意寻找此车辆。可是，在大量密集并广泛公开的调查和全国范围的搜索后，9天后（11月3日），史密斯坦白称，她让自己的1990款马自达323滑入附近的约翰·D·朗恩湖（John D. Long Lake），而她的孩子被困其中，溺水身亡。据称，她杀死孩子的动机是为了能够同当地一位富人交往，而后者却并没有兴趣成家立业。
后来的资料显示，调查人员在最初就开始怀疑史密斯的说辞，并认为她杀死了自己的亲生儿子。调查第二天，当局怀疑她知道孩子的位置，当时他们希望两个孩子还活着。调查人员开始搜索湖泊和水塘，其中包括被害人最后被找到的湖泊。而之所以早期搜查中没有找到车子，是因为当局认为车只会到30英尺开外，他们只调查这范围之内的水域。而最终车子在60英尺外被找到。在两位男孩失踪2天后，苏珊·史密斯和她的丈夫大卫·史密斯接受了测谎。测试结果为无明确结论，但是表明在她宣称自己不知道孩子在什么地方时是在撒谎。在后续的审讯中，她都接受了测谎仪测试，并且每次都在此问题上未通过测试。在她声称被劫车的十字路口附近，并没有其他车出现。该案的重大突破是她对于被劫车地点的描述。她声称停车的那个红灯只会在交叉路出现车辆时才会被处罚。但既然她说周围没有其他车辆，那她就没有理由在这个十字路口停车。
在她的案件审理中披露出，她在青少年时代曾被继父性骚扰，并在她成年后自愿发生过性关系。其生父在她6岁时自杀，她一直都没有稳定的家庭生活。13岁时她曾试图自杀。在1989年高中毕业时，她第二次试图自杀。
她曾有一段时间被关押于南卡罗来纳州哥伦比亚的女子惩教中心管理隔离区（Administrative Segregation Unit）。在押期间，两名管教因为和她发生性关系而被惩处。因为此原因，她被转到了格林伍德的监狱并关押至今。

## 改編故事
後來美國小說家理查·普萊斯根據此案創作了小說《自由國度》，該著作之後於2006年改編為同名電影《自由國度》。

## 相关書籍
- Rekers, George. . Glenbridge Publishing. September 1996. ISBN 9780944435380.
- Russell, Linda; Stephens, Shirley. . Authors Book Nook. April 2000. ISBN 9780970107619.
- Smith, David. . Zebra. July 1995. ISBN 9780821752203.